# Maurice Dalé
Maurice Junior Dalé (Martigues, Francia, 12 de julio de 1985) es un futbolista francés. Juega de delantero en el E. S. Fosséenne.

## Clubes
| Club                         | País    | Año       |
| ---------------------------- | ------- | --------- |
| F. C. Martigues              | Francia | 2005-2008 |
| U. S. Le Pontet (cedido)     | Francia | 2007      |
| A. J. Auxerre                | Francia | 2008-2009 |
| A. C. Arles-Avignon          | Francia | 2009-2010 |
| Unirea Urziceni              | Rumania | 2010-2011 |
| Panserraikos (cedido)        | Grecia  | 2010-2011 |
| F. C. Nantes                 | Francia | 2011-2012 |
| A. C. Arles-Avignon (cedido) | Francia | 2012      |
| A. C. Arles-Avignon          | Francia | 2012-2014 |
| A. S. Nancy-Lorraine         | Francia | 2014-2017 |
| Giresunspor                  | Turquía | 2017-2018 |
| A. S. Nancy-Lorraine         | Francia | 2018-2019 |
| F. C. Martigues              | Francia | 2020      |
| E. S. Fosséenne              | Francia | 2020-     |